# Martín Acosta y Lara
Martín Raúl Acosta y Lara Díaz (ur. 12 marca 1925 w Montevideo, zm. 5 stycznia 2005 w Mendozie) – urugwajski koszykarz, brązowy medalista letnich igrzysk olimpijskich w Helsinkach.
Martín Acosta y Lara brał udział w dwóch olimpiadach – w 1948 i w 1952. Na igrzyskach w Londynie (gdzie jego reprezentacja zajęła piąte miejsce), wystąpił w pięciu meczach zdobywając 17 punktów (siedem fauli). Na następnej olimpiadzie w Helsinkach zdobył brązowy medal. Na tej imprezie wystąpił w siedmiu meczach, zdobywając 93 punkty. Był drugim najlepiej punktującym koszykarzem z Urugwaju (137 punktów zdobył Adesio Lombardo).
Zawodnik ten brał również udział w Mistrzostwach Świata w Koszykówce w roku 1954, gdzie razem z drużyną zajął 6. miejsce. Był trzecim najskuteczniejszym punktującym zawodnikiem z Urugwaju (zdobył 66 punktów w 9 meczach).